# Shannon McNally

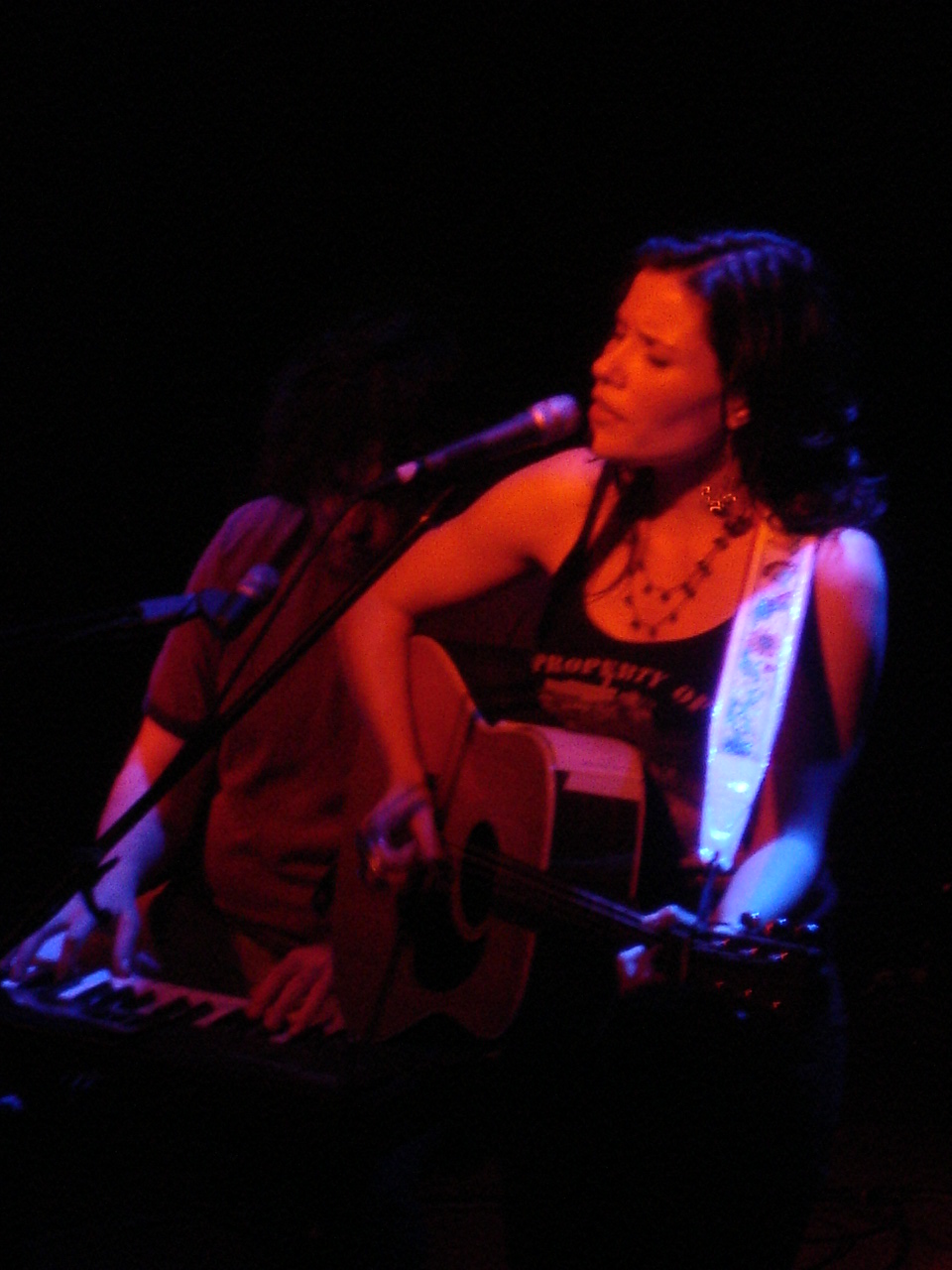
Shannon McNally (2006)

Shannon McNally (*  17. März 1973 in Hempstead, Long Island, New York) ist eine US-amerikanische Sängerin und Musikerin (Singer-Songwriter).

## Leben
Shannon McNally, die irische, deutsche und irokesische Vorfahren hat, wuchs in Hempstead im Bundesstaat New York auf. Ihren ersten Auftritt hatte sie nach eigenem Bekunden im Kindergarten oder in der ersten Klasse, als sie die Erzählung ‘Brer Rabbit and the tar baby’ von Uncle Remus vortrug.  Zu Schulzeiten war sie stets in die musikalischen Angebote involviert und erweiterte ihr Repertoire zu College-Zeiten auf „Open Mics“ und Coffee Shops. Zudem war sie DJ für verschiedene Radiostationen. Ihre erste Gitarre erhielt sie im Alter von 12 Jahren. Aus der elterlichen Plattensammlung mit Schwerpunkt auf Folk/Blues stammt ihre frühe musikalische Prägung.
Nach der Schule studierte McNally Anthropologie am Franklin & Marshall College in Lancaster County im US-Bundesstaat Pennsylvania und schloss die akademische Ausbildung mit dem Bachelor-Grad ab. Nach dem Studium lebte sie einige Zeit in Paris, wo sie sich u. a. als Straßenmusikerin verdingte. In den 1990er Jahren zog sie dann nach Kalifornien. Zwischen der Aufnahme ihres Debütalbums Jukebox Sparrow 1999 und dessen Veröffentlichung 2002 arbeitete sie kurzzeitig auch als Model für die Kosmetikmarke Urban Decay.
Von Kalifornien aus siedelte sie nach New Orleans über, wo sie 2005 herum lebte und Ende August 2005 den Hurrikan Katrina miterlebte. Dort kam 2008 auch ihre Tochter Maeve zur Welt, die sie mit ihrem Ehemann Wallace Lester (gebürtig aus Mississippi, zu der Zeit ihr Drummer und Tourmanager) zeugte. Das gemeinsame Kind führte aber nur zu einer kurzen Auszeit, da sie als „Rock and Roll Mommy“, so der Titel eines von ihr verfassten Blogbeitrags für swampland.com, Privatleben und Karriere vereinte und ihre Tochter inklusive Nanny auf Tourneen mitnahm. Später zog sie nach Holly Springs in Mississippi.
Im Jahr 2013 begann sie mit den Arbeiten an dem Konzeptalbum Black Irish, das vier Jahre später 2017 erschien. Dabei flossen u. a. die Erfahrungen aus dem ein, was sie 2013 als „elende Scheidung“ empfand (englisch “a miserable divorce”), und die Pflege ihrer todkranken Mutter Maureen, die 2015 starb.

## Einflüsse und Stil
Ihre Musik kann den Genres Alternative Country und Roots Rock zugeordnet werden.
Zu ihrem größten Einfluss zählt Shannon McNally selbst JJ Cale, der stilistisch zwischen Rockabilly, Blues, Jazz und Country einzuordnen ist. Insbesondere wenn es um den Sound und die Emotionen geht, sei er die beste Referenz. Darüber hinaus führt sie noch die Dire Straits, Los Lobos, The Grateful Dead, Townes Van Zandt, Neil Young und Bob Dylan als große textliche wie auch ästhetische Vorbilder an. Rein auf den Gesang bezogen nennt sie Dinah Washington, Emmy Lou Harris, Nina Simone und Willie Nelson als grundsätzliche Einflüsse. Geht es um Selbstvertrauen, beruft sie sich auf Visionäre wie John Coltrane, Miles Davis, Duke Ellington und Sun Ra.
Aus der Sicht von Allmusic hat McNally ihre Musik deutlich über den Horizont von Folk/Blues erweitert und auch Soul-Jazz und elektrischen Blues-Rock integriert. Zudem gebe sie die große Tradition des Blues und Blues-Rock an eine neue Generation von Fans weiter, die bereits Band wie North Mississippi Allstars und Warren Haynes würdigen.
Für das 2017er-Album Black Irish nutzte das Blues Magazin aus den Niederlanden Country, Blues, R&B, Soul, Gospel und Rockabilly als Referenzen, um McNallys Stil zu beschreiben.

## Karriere
1997 unterzeichnete sie einen Vertrag bei dem Musiklabel Capitol Records, das allerdings erst 2002 ihr bereits 1999 fertig gestelltes Debütalbum Jukebox Sparrows veröffentlichte. In der Zwischenzeit wurde sie aber von ihrem Label im Jahr 2000 gemeinsam mit Tara MacLean, Kendall Payne und Amy Correia auf die mit Girls Room betitelte Clubtour geschickt, die durch 21 Städte der USA führte, kostenfreien Eintritt bot und ohne Altersbeschränkung durchgeführt wurde. Die „Östrogen-Party“, so das Branchenblatt Billboard in einem Nebensatz, erhielt ein Sponsoring von Stayfree, zur damaligen Zeit eine Damenbinden-Marke von Johnson & Johnson. Zudem spendete Stayfree an jedem Veranstaltungsort 1.000 USD an verschiedene karitative Angebote für Kinder und Frauen.
Unstimmigkeiten mit dem Label führten dann dazu, dass sie 2005, als ihr Zweitwerk Geronimo erschien, die Plattenfirma verließ. Konkret: Es brauchte einen halbjährigen Verhandlungsprozess und finanzielle Zugeständnisse, damit sie Geronimo mit ihrem Wunschproduzenten Charlie Sexton aufnehmen konnte. Da die Plattenfirma mit dem Produkt nicht zufrieden war und es mit einem neuen Produzenten erneut aufnehmen lassen wollte, investierte McNally erneut sechs Monate in Verhandlungen, um aus dem Vertrag aussteigen und das Album wie von ihr ursprünglich geplant veröffentlichen zu können. Für den Vertrieb zeichnete anschließend Back Porch verantwortlich. Bei den Austin Music Awards erhielt Sexton für seine Arbeit anschließend die Auszeichnung als „Best Record Producer“.
Die zwischenzeitlich als musikalisches Lebenszeichen produzierte Akustik-EP Ran on Pure Lightning nahm sie gemeinsam mit ihrem Tourgitarristen, dem Singer/Songwriter Neil Casal auf, und vertrieb es ab 2003 auf Konzerten und über ihre Website. Wie bei dem Debütalbum hatte Benmont Tench, Keyboarder von Tom Petty & the Heartbreakers einen Gastauftritt. Zudem erschien im Selbstverlag über Tail Feather Records 2004 Run for Cover, ein Tonträger mit Wiederaufnahmen verschiedener Blues-Nummern.
Ihr drittes Studioalbum Coldwater, aufgenommen 2008 im Zebra-Ranch-Studio von Jim Dickinson, der zudem auch an den Keyboards zu hören ist, erschien vollständig in Eigenproduktion. 2010 startete sie eine Kampagne auf der Crowdfunding-Plattform Kickstarter mit dem Ziel, 10.000 USD für die Produktion eines neuen Studioalbums einzusammeln. Mit ihren Beiträgen trugen 204 Unterstützer – darunter drei, die 1000 USD investierten, um als Producer genannt zu werden, und sieben, die sich für 1500 USD ein Wohnzimmerkonzert sicherten –, dazu bei, dass am Ende 23.171 USD zu Buche standen und das Album Western Ballad veröffentlicht werden konnte.
Im Jahr 2013 folgte das Coveralbum Small Town Talk, mit dem sie dem Sänger und Komponisten Bobby Charles (1938–2010) Tribut zollte und das von dessen selbstbetiteltem 1973er-Debüt inspiriert war.
Vier Jahre später folgte das vor allem textlich auf persönlichen Erfahrungen wie ihrer Scheidung und dem Tod ihrer Mutter basierende Album Black Irish. Es wurde in Nashville gemeinsam mit Rodney Crowell aufgenommen.
Bei der 2017er Award-Show der Americana Music Association gehörte sie zu den Special Guests und legte u. a. mit Jim Lauderdale, Emmylou Harris und Jack Ingram eine Performance des 1978 von Don Williams veröffentlichten Country-Songs Tulsa Time hin.

## Rezeption
Für das mit dreijähriger Latenz veröffentlichte Debütalbum urteilte der Austin Chronicle, dass es unter „Adult Rock“ begraben sei, welcher die Ecken und Kanten ihrer Musik abschleife, und trotzdem McNallys Potenzial sichtbar werde. Auf ihrem zweiten Studioalbum Geronimo zeigen sie ihre Fähigkeit, Vergnügen und Schmerz mit einer Deutlichkeit darzustellen, die für einen so jungen Songwriter täuschend natürlich scheine.
Die New York Times zeigte sich von ihrem Zweitwerk ebenfalls überzeugt:

„Sie hat die Stimme: zerschrammt, rauchig und verrückt, dort zuhause, wo sich Land und Seele treffen. […] Manchmal verlieren ihre Texte den Fokus, aber wenn sie sich auf einen prägnanten Refrain einlässt, "I never learned nothing but the hard way/ 'Cause at the time it felt so good" – ist sie unwiderstehlich.  (englisch “She has the voice: bruised, smoky and ornery, right at home where country and soul meet. […] Her lyrics sometimes lose focus, but when she homes in on a pithy chorus "I never learned nothing but the hard way/ 'Cause at the time it felt so good" -- she’s irresistible.”)“

„„McNally erwies sich als Rock’n'Roll-Figur für die großen Bühnen, mit der Fähigkeit zur interaktiven Intelligenz, die nur die Großen besitzen“
 (englisch “McNally proved herself as a big-stage rock ‘n’ roll figure capable of the interactive intelligence only the greats possess”)“

Anlässlich der über Kickstarter finanzierten Veröffentlichung Western Ballad zog das Glide Magazine eine vollumfängliche positive Bilanz zur Person Shannon McNally und ihrer Leistung:

„Sie ist mutmaßlich das talentierteste unentdeckte Rock-Juwel. Diese Frau mit der Stimme voller Selbstvertrauen. Shannon hat ein brandneues Album veröffentlicht und es enthält einige ihrer besten Songwriting-Leistungen bis zum heutigen Tag. (englisch “She is probably rock’s most talented undiscovered gem. This woman with the confident voice. Shannon has a brand new CD out called Western Ballad that features some of her best songwriting to date.”)“

Im Rahmen einer Rezension zum 2017er-Album Black Irish merkte Hal Horowitz von americansongwriter.com an, dass es schwer zu erklären sei, warum sie kein größerer Americana-Star sei. Schließlich habe sie sieben gute bis großartige „blues/rock/swamp/folk/country/whatever“-Soloalben veröffentlicht, sei seit ihrem Debütalbum 2002 unermüdlich getourt und besitze eine einzigartige Stimme, die sowohl die großen als auch die feinen Zwischentöne treffe. Konkret auf das Album bezogen zog Horowitz das Fazit, dass in dem Dutzend Stücke etwas für jeden vorhanden sei, der die Wurzeln dieser Musik liebe und ein Singer-Songwriter-Fan ist (englisch In other words, there is something for every roots-loving, singer-songwriting fan in these dozen tracks.) Mit etwas Glück und der richtigen Promotion könnte sie mit dem Album zur Spitze der Americana-Stars hinzustoßen, wo sie eindeutig hingehöre.

## Awards
- 2006: Austin Music Awards – Geronimo (Charlie Sexton als „Best Record Producer“)[16]
- 2010: Grammy Awards – Nominierung in der Kategorie „Best Traditional Folk Album“ (als Gastmusikerin auf dem Album Onward And Upward von Luther Dickinson)[28]

## Diskographie

### Studioalben
- 2002: Jukebox Sparrows (Capitol Records)
- 2005: Geronimo (Back Porch Records/EMI)
- 2009: Coldwater (Selbstverlag)
- 2010: Western Ballad (Sacred Sumac Records)
- 2017: Black Irish (Compass Records)

### Sonstige
- 2000: Bolder than Paradise (EP, Capitol Records)
- 2003: Ran on Pure Lightning (EP, Selbstverlag, mit Neal Casal)
- 2004: Run for Cover (Coveralbum, Tail Feather Records)
- 2006: North American Ghost Music (Livealbum, Back Porch Records/EMI)
- 2006: The Southside Sessions (EP, mit Charlie Sexton, Back Porch Records)
- 2011: Live at Jazz Fest 2011 (Livealbum, Home Grown Distribution)
- 2013: Small Town Talk (Songs of Bobby Charles) (Coveralbum, Sacred Sumac Records)

### Sampler-Beiträge (Auswahl)
- 2001: Landmark Music Vol. 1 (Filter Magazine)
- 2002: Sweet Home Alabama – OST (Hollywood Records)
- 2005: Radio Woodstock – 25th Anniversary (B-Dub)
- 2005: American Folk (Putumayo World Music)
- 2016: The Musical Mojo Of Dr. John Celebrating Mac And His Music (Concord Records / Universal Music Group)

### Als Gastmusikerin (Auswahl)
- 2003: Jason Crosby – Four Chords And Seven Notes Ago (Artists House / Blues Planet)
- 2007: Son Volt – The Search (Transmit Sound / Legacy)
- 2009: Luther Dickinson and the Sons of Mudboy – Onward And Upward (Memphis International)
- 2013: Jim Lauderdale – Black Roses (Sky Crunch)
- 2014: Rodney Crowell – Tarpaper Sky (New West)